# بوبي دارين
بوبي دارين (بالإنجليزية: Bobby Darin)‏ (14 مايو 1936-20 ديسمبر 1973) ولد بأسم (والدين روبرت كاسوتو) مغني أمريكي أدى عدة أنواع من الموسيقى مثل البوب والروك وموسيقى الريف، بدأ ككاتب أغاني لمغنية البوب كوني فرانسيس، قام بتسجيل وإصدار أول أغنية له بعنوان "Splish Splash" في عام 1958 وتبعها أغاني كثيرة منها "Beyond The Sea" التي أطلقت شهرته عالميا، دخل مجال التمثيل وفي عام 1962 فاز بجائزة الغولدن غلوب عن دوره في "Come September" وهو أول فيلم له وقد شاركته بالبطولة زوجته الممثلة ساندرا دي، في فترة الستينات اهتم دارين كثيرا بمجال السياسة وعمل في حملة روبرت كينيدي الرئاسية وكان حاضرا في الليلة التي اغتيل فيها كينيدي وقد أثر ذلك عليه كثيرا مما جعله يقضي فترة من العزلة، توفى في عمر السابعة والثلاثون بسبب المضاعفات الجراحية لعملية قلب أجراها في لوس أنجلوس.

## روابط خارجية
- بوبي دارين على موقع IMDb (الإنجليزية)
- بوبي دارين على موقع الموسوعة البريطانية (الإنجليزية)
- بوبي دارين على موقع روتن توميتوز (الإنجليزية)
- بوبي دارين على موقع ألو سيني (الفرنسية)
- بوبي دارين على موقع ميوزك برينز (الإنجليزية)
- بوبي دارين على موقع أول موفي (الإنجليزية)
- بوبي دارين على موقع قاعدة بيانات الأفلام السويدية (السويدية)
- بوبي دارين على موقع إن إن دي بي (الإنجليزية)
- بوبي دارين على موقع أول ميوزيك (الإنجليزية)
- بوبي دارين على موقع ديسكوغز (الإنجليزية)